# جنایت علیه بشریت توسط جمهوری اسلامی ایران
جنایت علیه بشریت توسط جمهوری اسلامی ایران در پی گزارش کمیته حقیقت یاب سازمان ملل در تاریخ جمعه ۱۸ اسفند ۱۴۰۲ اعلام گردید.

## تاریخچه
سوم آذر ۱۴۰۱ شورای حقوق بشر سازمان ملل در نشستی ویژه در خصوص سرکوب خیزش انقلابی ایرانیان موصوف به جنبش زن زندگی آزادی از سوی نظام جمهوری اسلامی ایران، قطعنامه‌ای را تصویب نمود که بر اساس بندی از آن، یک کمیته حقیقت‌یاب بین‌المللی دربارهٔ اعتراضات ایران تشکیل شد.
کمیته حقیقت‌یاب از ابتدای راه‌اندازی قرار بود در مورد وضعیت رو به وخامت حقوق بشر در ایران به ویژه در مورد زنان و کودکان فعالیت کند.
شورای حقوق بشر سازمان ملل وظایفی را بر عهده کمیته حقیقت‌یاب قرار داده که شامل بررسی کامل و مستقل موارد نقض حقوق بشر به ویژه در مورد زنان و کودکان ایرانی در جریان اعتراضات سراسری، بررسی شکایت‌ها و تخلفات و جمع‌آوری، تجزیه و تحلیل شواهد مربوط به آن‌ها، حفظ شواهد می‌شود.
کمیته حقوق بشر سوال‌هایی در خصوص اعمال گسترده انواع شکنجه علیه بازداشت‌شدگان و معترضان مطرح نمود که شامل: شلاق، ضرب و جرح، محرومیت از درمان، سلول‌های انفرادی طولانی‌مدت و تهدید و آزار روانی آنان می‌شد.

### انتشار گزارش تحقیقات کمیته حقیقت یاب سازمان ملل
کمیته حقیقت یاب سازمان ملل در جمعه ۱۸ اسفند ۱۴۰۲ با انتشار گزارش کامل خود اعلام نمود «تبعیض و سرکوب زنان ایران مصداق جنایت علیه بشریت است». کمیته مستقل حقیقت‌یاب سازمان ملل به صورت شفاف تأکید نموده «بسیاری از موارد جدی نقض حقوق بشر که درگزارش حاضر تصریح شده‌اند، مصداق جنایات علیه بشریت، به‌ویژه جرایم قتل، حبس، شکنجه، تجاوز و سایر اشکال خشونت جنسی، آزار و تعقیب، ناپدیدسازی‌های قهری و سایر اعمال غیرانسانی بوده که به عنوان بخشی از یک حمله گسترده و سازمان‌یافته علیه جمعی از غیرنظامیان، یعنی زنان و دختران و سایر افراد حامی حقوق بشر، ارتکاب یافته‌اند». کمیته بر اساس «دلایل معقول» از «کلیت رفتار مقامات جمهوری اسلامی، از جمله، بیانیه‌های مقامات دولتی، ادامه یافتن بهره‌مندی مرتکبین نقض حقوق بشر از معافیت از مجازات و عدم محکومیت چنان رفتاری از سوی حکومت استنتاج می‌کند که اعمال ارتکابی در جهت پیشبرد سیاست دولت بوده‌است».
همچنین «کمیته به ویژه مجاب شده‌است که این حملات توسط و با هماهنگی نهادهای مختلف حکومت جمهوری اسلامی و سرمایه‌گذاری مقادیر قابل توجهی از منابع کشور، برنامه‌ریزی و هدایت شده و سازمان یافته‌اند».

## پاسخ جمهوری اسلامی ایران
وزیر امور خارجه جمهوری اسلامی تشکیل این کمیته را «ایجاد سازوکارهای تحمیلی علیه ایران به بهانه‌هایی همچون حقیقت‌یابی» دانست و گفت تصمیم سازمان ملل در این زمینه «هیچ مبنای منطقی و مشروعیت حقوقی بین‌المللی» ندارد.